# Centrale nucléaire de Hartlepool
La centrale nucléaire de Hartlepool est une centrale du type réacteur avancé refroidi au gaz (AGR) située à proximité de la ville de Hartlepool dans le comté de Durham, sur la côte nord-est de l'Angleterre.

## Historique
Cette centrale est équipée de deux réacteurs AGR de 1 575 MW thermiques produisant chacun 655 MW électriques bruts. Elle fournit actuellement plus de 3 % des besoins d'électricité du Royaume-Uni.
Elle a été mise en service en 1983 et son arrêt définitif est annoncé pour 2026 après plus de 40 ans de fonctionnement.

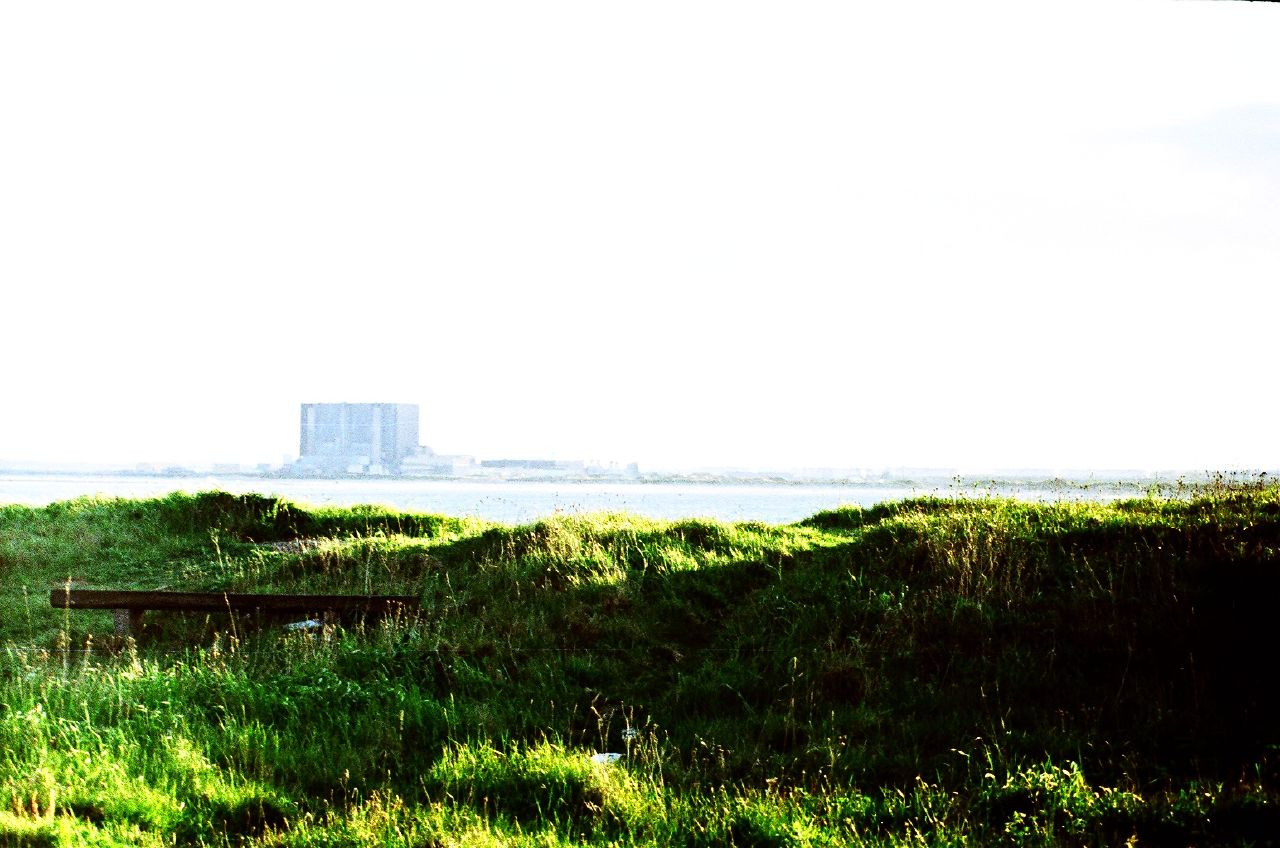
centrale nucléaire de Hartlepool

Après son arrêt définitif, l'exploitant EDF Energy propose de réutiliser le site pour construire de nouveaux réacteurs nucléaires. Cette proposition rencontre une opposition de la part des écologistes de Greenpeace et de nombreuses personnes de la région qui trouvent la centrale trop proche des zones résidentielles.